# Великощимельська волость
Великощимельська волость — історична адміністративно-територіальна одиниця Городнянського повіту Чернігівської губернії з центром у селі Великий Щимель.
Станом на 1885 рік складалася з 30 поселень, 13 сільських громад. Населення — 6391 особа (3114 чоловічої статі та 3277 — жіночої), 1281 дворових господарств.
|                     | Площа, десятин | У тому числі орної, дес. |
| ------------------- | -------------- | ------------------------ |
| Сільських громад    | 8034           | 4267                     |
| Приватної власності | 10207          | 2383                     |
| Іншої власності     | 135            | 87                       |
| Загалом             | 18376          | 6737                     |

Поселення волості:
- Великий Щимель — колишнє державне та власницьке село при річці Рогівка за 30 верст від повітового міста, 389 осіб, 39 дворів, православна церква, вітряний млин. За версту — винокурний завод. За 3 версти — залізнична станція Сновськ.
- Бреч — колишнє державне село при річці Бреч, 413 осіб, 86 дворів, постоялий будинок, цегельний завод.
- Займище — колишнє державне та власницьке село при річці Снов, 204 особи, 55 дворів, 2 водяних млини, пивоварний і винокурний заводи.
- Коржівка — колишній державний хутір при річці Снов, 13 осіб, 2 двори, залізнична станція, постоялий двір, постоялий будинок, 6 лавок.
- Кучинівка — колишнє державне село при річці Домна, 1526 осіб, 322 двори, православна церква, школа, 2 постоялих будинки, 8 вітряних млинів.
- Нові Млини — колишнє державне та власницьке село при річці Снов, 309 осіб, 65 дворів, православна церква, постоялий будинок, 2 водяних млини.
- Носівка — колишнє державне село при річці Снов, 325 осіб, 52 двори, православна церква, постоялий будинок, 2 вітряних млини.
- Тур'я — колишнє державне та власницьке село при річці Тур'я, 947 осіб, 195 дворів, православна церква, 2 постоялих будинки, водяний і 3 вітряних млини.

1899 року у волості налічувалось 37 сільських громад, населення зросло до 15770 осіб (7955 чоловічої статі та 7815 — жіночої).